# Glasyr (keram)

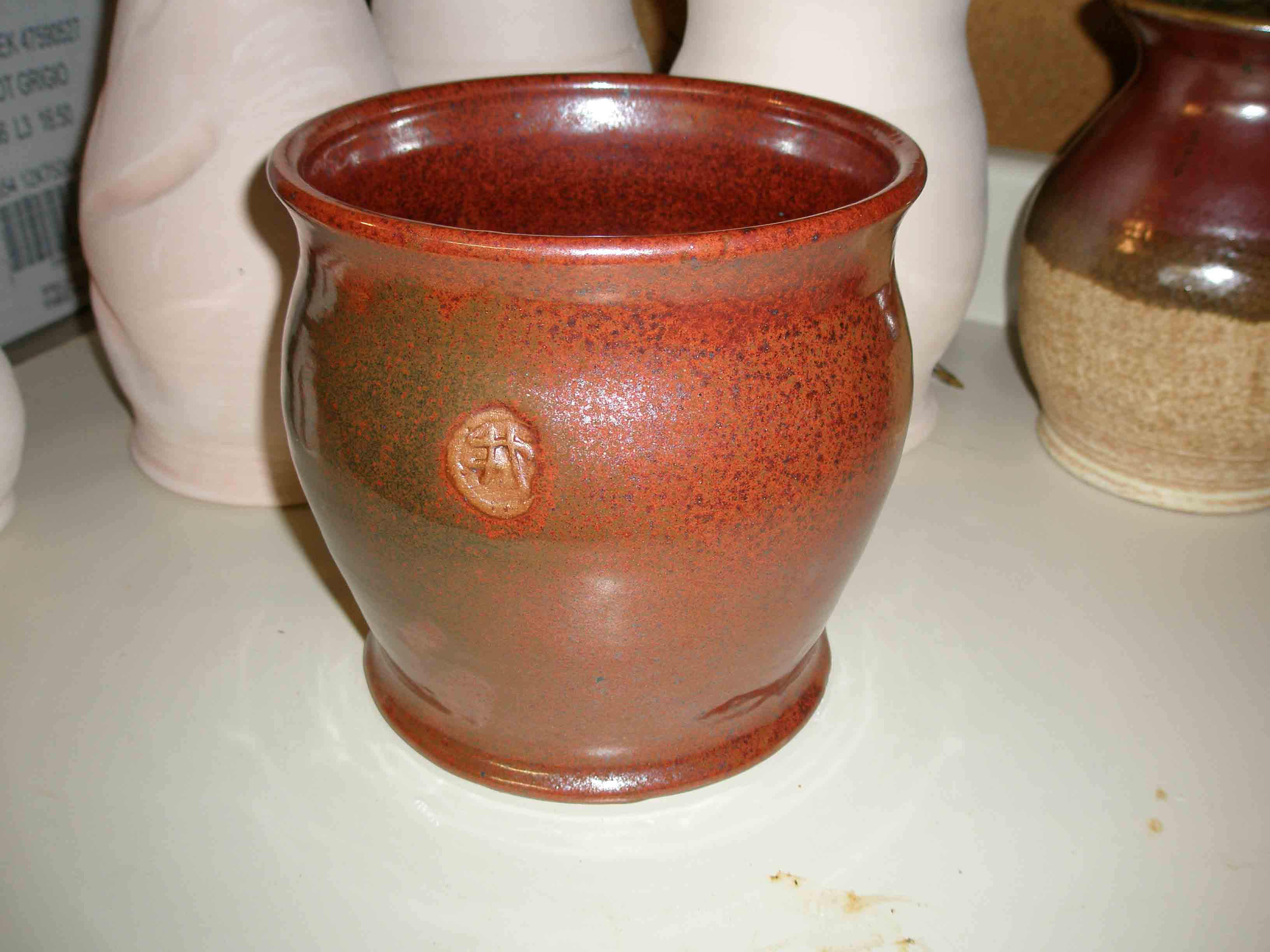
Glaserad blomkruka. I bakgrunden vita, oglaserade kärl.

Glasyr (franska: glaçure av glace, spegel) är en glänsande och hård glasliknande ytbeläggning som används på keramiska föremål. Glasyrer är ofta färgade. 
Recept på glasyrer anges i procent. När man skapar en ny glasyr vägs ingredienserna och ställs i relation till varandra i en glasyrberäkning. 
Anledningen till att glasyr används på porslin och lergods är både estetisk och funktionell; det ger föremålet en vacker yta och gör det ogenomträngligt för vatten. I likhet med glas utgörs glasyren av en blandning av silikater som åstadkoms genom smältning, även om smältpunkten vanligen är betydligt lägre än det som behövs för att smälta glas. Olika glasyrer har olika ingredienser, beroende på användningsändamål. För porslin används en silikatrik glasyr. Andra beståndsdelar som ingår i olika sorter glasyrer är sand, kvarts, lera, glas, kaolin, fältspat, koksalt, krita och dessutom olika metalloxider för att ge glasyren färg. Bland dessa kan nämnas tennoxid, järnoxid, koboltoxid, zirkoniumdioxid och brunsten (manganoxid).
Blyoxid har tidigare också varit vanligt använd i glasyrer, även för att ämnet ger en lägre smältpunkt till blandningarna. En anledning till den nu minskade användningen av blyoxid i glasyrer är att man kommit underfund om att det är betänkligt i samband med föremål som kommer i beröring med mat. Om maten har sur reaktion (lågt pH), t.ex. p.g.a. ättika i salladsås e d, kan bly utlakas till maten, vilket gör den hälsovådlig. Det finns anledning att se upp med detta om man har gammalt blyglaserat gods bland matservisen.
Glasyren bereds genom att ett antal beståndsdelar smälts samman. Sedan finmals blandningen, tvättas och blandas ut med vatten, varpå massan läggs på ytan av kärlen. Detta kan göras endera genom att de doppas i massan, eller genom att massan stryks på det skröjbrända föremålet, alternativt genom att torrt glasyrpulver siktas över föremålen. Applicering i blöt form leder till att vätskan absorberas av det porösa lergodset och glasyrmassan stannar på föremålets yta. Därefter värms de överdragna föremålen i en ugn till så hög temperatur att glasyren smälter.
En annan form av glasyr är saltglasyr.

## Reduktionsbränning av glasyrer
Gods som bränns i en ugn där tillgången på syre har strypts genomgår en så kallad reduktionsbränning. Glasyrer som bränns i en reduktionsbränning får en annan färg än den hade fått om tillgången på syre hade varit fri i ugnen. Bäst resultat ger reduktion på glasyrer som innehåller järnoxid och kopparoxid.